# Associazione Calcio Pisa 1909 2017-2018
Questa voce raccoglie le informazioni riguardanti l'Associazione Calcio Pisa 1909 nelle competizioni ufficiali della stagione 2017-2018.

## Stagione
Nella stagione 2017-2018, il Pisa disputa il girone A del campionato di Serie C, raccoglie 61 punti con il quarto posto finale. Sale in Serie B il Livorno con 68 punti. Nel girone di andata il Pisa si prende 32 punti con la terza posizione, nel girone di ritorno ottiene 29 punti. Poi nei Play-off la squadra nerazzurra entra in scena nel primo turno nazionale, incrociando la Viterbese, che si impone in entrambe le gare. Miglior marcatore stagionale del Pisa Umberto Eusepi che ha firmato 11 reti, delle quali 8 in campionato e 3 centri in Coppa Italia. Il 19 ottobre, dopo i deludenti risultati delle ultime due partite, viene esonerato il tecnico Carmine Gautieri sostituendolo ad interim con Michele Pazienza, già allenatore della formazione Berretti. Il 30 ottobre Michele Pazienza viene confermato come tecnico della squadra. Ma viene a sua volta esonerato il 26 marzo 2018, venendo sostituito da Mario Petrone. Ad agosto il Pisa partecipa alla Coppa Italia Tim Cup dove nel primo turno supera (3-1) il Varese, mentre nel secondo turno esce dal torneo, superato (0-1) dal Frosinone. A ottobre amaro esordio anche nella Coppa Italia di Serie C contro il Pontedera, che si impone all'Arena Garibaldi (0-1).

## Divise e sponsor
Lo sponsor tecnico per la stagione 2017-18 è Adidas (subentrato a Kappa) mediante l'intermediazione della società Sport 3000, mentre gli sponsor di maglia sono Tirrenica Mobilità (main sponsor), Toscana Aeroporti (co-sponsor) e San Rossore (back-sponsor, sotto la numerazione dorsale). Tutte e tre le maglie impiegate sono ricavate dal listino base dell'azienda tedesca.
La maglia casalinga presenta frontalmente il classico motivo palato nero-azzurro (con tre strisce del primo colore e quattro del secondo, che si presenta più scuro rispetto alla stagione precedente), mentre il retro è monocromo azzurro. Lo stemma sociale è applicato sulla parte centrale del petto, mentre sulla parte sinistra è impresso lo stemma araldico pisano (scudo rosso con croce bianca). Numeri e nomi dei giocatori impressi sul dorso sono bianchi, al pari delle tre strisce Adidas, che solcano le spalle entro inserti neri. Pantalocini e calzettoni sono neri con dettagli (tre strisce Adidas e personalizzazioni) bianchi.
La seconda maglia è bianca. I risvolti delle maniche sono azzurri, al pari dello scollo, delle finiture e delle personalizzazioni. Marchi commerciali e personalizzazioni sono di colore nero. Bianchi con finiture azzurre sono anche i pantaloncini e i calzettoni.
La terza maglia è integralmente rossa. Le personalizzazioni e i marchi sono di colore bianco sia sulla maglia che su pantaloncini e calzettoni (che adottano anch'essi il rosso come tinta primaria).
| Casa | Trasferta | Terza divisa |

## Organigramma societario
Area direttiva
- Presidente: Giuseppe Corrado (Amministratore unico)
- Direttore sportivo: Bruno Sabatini
- Marketing: Angelo Perriello (outsourcing)
- Team manager: Daniele Freggia
- Resp. Risorse Umane: Antonio Cifaldi
- Resp. Amministrazione: Beppe Vannucchi
- Amministrazione: Daniele Belli
- Segretario sportivo: Bruno Sabatini
- Responsabile ufficio stampa: Riccardo Silvestri

Area sanitaria
- Responsabile sanitario: Dott. Marco Pallini
- Medico addetto 1ª squadra: Dott. Alessandro Cerrai
- Massaggiatore: Marco Deri
- Fisioterapisti: Dario del Cesta
- Magazzinieri: Claudio Gavina, Claudio del Guerra, Itania Ricci

Area tecnica
- Allenatore: Michele Pazienza
- Allenatore in 2ª: Pierluca Cincione
- Preparatore atletico: Matteo Levi Micheli
- Preparatore portieri: Luca Righi
- Collaboratore tecnico: Alessandro Volpe

### Rosa
| N. |                       | Ruolo | Calciatore                     |
| -- | --------------------- | ----- | ------------------------------ |
| 1  | Lettonia (bandiera)   | P     | Reinis Reinholds               |
| 2  | Italia (bandiera)     | D     | Samuele Birindelli             |
| 3  | Italia (bandiera)     | D     | Lorenzo Filippini              |
| 4  | Italia (bandiera)     | D     | Andrea Lisuzzo (vice capitano) |
| 5  | Italia (bandiera)     | C     | Loris Zonta                    |
| 6  | Montenegro (bandiera) | D     | Minel Šabotić                  |
| 7  | Italia (bandiera)     | C     | Daniele Mannini (capitano)     |
| 8  | Italia (bandiera)     | C     | Dario Maltese                  |
| 9  | Italia (bandiera)     | A     | Luigi Cuppone                  |
| 10 | Italia (bandiera)     | C     | Davide Di Quinzio              |
| 11 | Italia (bandiera)     | A     | Diego Peralta                  |
| 12 | Italia (bandiera)     | P     | Matteo Campani                 |
| 13 | Italia (bandiera)     | D     | Luigi Carillo                  |
| 14 | Italia (bandiera)     | A     | Iacopo Cernigoi                |
| 15 | Italia (bandiera)     | A     | Elia Giani                     |

| N. |                    | Ruolo | Calciatore          |
| -- | ------------------ | ----- | ------------------- |
| 17 | Italia (bandiera)  | C     | Luca Giannone       |
| 18 | Italia (bandiera)  | C     | Roberto Zammarini   |
| 19 | Italia (bandiera)  | C     | Nicholas Izzillo    |
| 20 | Italia (bandiera)  | C     | Giulio Sanseverino  |
| 21 | Italia (bandiera)  | C     | Federico Nacci      |
| 21 | Italia (bandiera)  | C     | Andrea Cagnano      |
| 22 | Serbia (bandiera)  | P     | Lazar Petković      |
| 23 | Italia (bandiera)  | A     | Umberto Eusepi      |
| 24 | Svezia (bandiera)  | C     | Kevin Lidin         |
| 25 | Italia (bandiera)  | C     | Giulio Favale       |
| 26 | Italia (bandiera)  | A     | Gaetano Masucci     |
| 27 | Austria (bandiera) | C     | Robert Gucher       |
| 28 | Italia (bandiera)  | D     | Gianmarco Ingrosso  |
| 29 | Italia (bandiera)  | A     | Maikol Negro        |
| 30 | Italia (bandiera)  | C     | Alessandro De Vitis |

## Risultati

### Serie C girone A

#### Girone di andata
| Arbitro: | Curti (Milano) |

|             |           |  |
| Ragatzu 17’ | Marcatori |  |

| Pisa 3 settembre 2017, ore CEST 2ª giornata | Pisa             | 0 – 0 referto | Siena | Stadio Arena Garibaldi-Romeo Anconetani (7 589 spett.)\| Arbitro: \| Proietti (Terni) \| |
| Arbitro:                                    | Proietti (Terni) |               |       |                                                                                          |

| Monza 10 settembre 2017, ore CEST 3ª giornata | Monza              | 0 – 0 referto | Pisa | Stadio Brianteo (1 843 spett.)\| Arbitro: \| Zanonato (Vicenza) \| |
| Arbitro:                                      | Zanonato (Vicenza) |               |      |                                                                    |

| Arbitro: | Pasciuta (Agrigento) |

|                            |           |              |
| Masucci 12’ Di Quinzio 43’ | Marcatori | Razzitti 68’ |

| Arbitro: | Meleleo (Casarano) |

|  |           |             |
|  | Marcatori | 6’ De Vitis |

| Arbitro: | Carella (Bari) |

|                          |           |  |
| Giannone 53’ Mannini 79’ | Marcatori |  |

| Arbitro: | G. Miele (Nola) |

|              |           |  |
| Giannone 36’ | Marcatori |  |

| Arbitro: | Valiante (Salerno) |

|             |           |             |
| Fanucci 14’ | Marcatori | 51’ Mannini |

| Pisa 15 ottobre 2017, ore CEST 9ª giornata | Pisa             | 0 – 0 referto | Gavorrano | Stadio Arena Garibaldi-Romeo Anconetani (6 633 spett.)\| Arbitro: \| Clerico (Torino) \| |
| Arbitro:                                   | Clerico (Torino) |               |           |                                                                                          |

| Arbitro: | Massimi (Termoli) |

|  |           |                         |
|  | Marcatori | De Vitis 39’ Eusepi 53’ |

| Piacenza 27 ottobre 2017, ore CEST 11ª giornata | Piacenza           | 0 – 0 referto | Pisa | Stadio Leonardo Garilli (2 519 spett.)\| Arbitro: \| Ayroldi (Molfetta) \| |
| Arbitro:                                        | Ayroldi (Molfetta) |               |      |                                                                            |

| Arbitro: | Mei (Pesaro) |

|                                     |           |                                 |
| Masucci 8’ Mannini 14’ De Vitis 85’ | Marcatori | 4’ Zappa 36’ Regoli 90+4’ Zullo |

| Arbitro: | Santoro (Messina) |

|                       |           |                             |
| Biasci 13’ Tavano 67’ | Marcatori | Eusepi 70’, 82’ Masucci 85’ |

| Pisa 12 novembre 2017, ore CET 14ª giornata | Pisa               | 0 – 0 referto | Giana Erminio | Stadio Arena Garibaldi-Romeo Anconetani (6 179 spett.)\| Arbitro: \| Camplone (Pescara) \| |
| Arbitro:                                    | Camplone (Pescara) |               |               |                                                                                            |

| Arbitro: | Zufferli (Udine) |

|  |           |                                            |
|  | Marcatori | 45+2’ (rig.) Mannini 50’ Gucher 89’ Eusepi |

| Arbitro: | Massimi (Termoli) |

|            |           |  |
| Eusepi 31’ | Marcatori |  |

| Arbitro: | De Angeli (Abbiategrasso) |

|              |           |                  |
| Risaliti 31’ | Marcatori | 86’ L. Filippini |

| Arbitro: | Sozza (Seregno) |

|                       |           |                                 |
| Carillo 59’ Negro 72’ | Marcatori | 25’, 60’ Moscardelli 36’ Foglia |

| 17 dicembre 2017, ore CET 19ª giornata |  | – Turno di riposo Pisa |  |  |

#### Girone di ritorno
| Arbitro: | Carella (Bari) |

|                     |           |  |
| Negro 1’ Eusepi 25’ | Marcatori |  |

| Siena 30 dicembre 2017, ore 14:30 CET 21ª giornata | Siena              | 0 – 0 referto | Pisa | Stadio Artemio Franchi (4 807 spett.)\| Arbitro: \| Zanonato (Vicenza) \| |
| Arbitro:                                           | Zanonato (Vicenza) |               |      |                                                                           |

| Arbitro: | De Remigis (Teramo) |

|                |           |  |
| Di Quinzio 18’ | Marcatori |  |

| Viterbo 28 gennaio 2018, ore 18:30 CET 23ª giornata | Viterbese Castrense | 0 – 0 referto | Pisa | Stadio Enrico Rocchi (2 800 spett.)\| Arbitro: \| Ayroldi (Molfetta) \| |
| Arbitro:                                            | Ayroldi (Molfetta)  |               |      |                                                                         |

| Arbitro: | Marcenaro (Genova) |

|           |           |  |
| Negro 19’ | Marcatori |  |

| Arbitro: | Amabile (Vicenza) |

|                               |           |                     |
| Fantacci 3’ T. Ceccarelli 45’ | Marcatori | 8’ Negro 84’ Gucher |

| Arbitro: | Perotti (Legnano) |

|                                     |           |                                               |
| A. Curcio 30’, 67’ Lisai 62’ (rig.) | Marcatori | 13’, 45+1’ Negro 36’ Di Quinzio 90+1’ Masucci |

| Arbitro: | Prontera (Bologna) |

|  |           |              |
|  | Marcatori | 54’ Cecchini |

| Arbitro: | Lorenzin (Castelfranco Veneto) |

|           |           |  |
| Brega 15’ | Marcatori |  |

| Arbitro: | Pasciuta (Agrigento) |

|            |           |                  |
| Gucher 33’ | Marcatori | 90+5’ M. Marconi |

| Pisa 17 marzo 2018, ore 16:30 CEST 30ª giornata | Pisa             | 0 – 0 referto | Piacenza | Stadio Arena Garibaldi-Romeo Anconetani (5 643 spett.)\| Arbitro: \| Paterna (Teramo) \| |
| Arbitro:                                        | Paterna (Teramo) |               |          |                                                                                          |

| Arbitro: | Annaloro (Collegno) |

|  |           |                    |
|  | Marcatori | 73’ (rig.) Mannini |

| Arbitro: | D. Miele (Torino) |

|  |           |                                     |
|  | Marcatori | 35’ (aut.) Lisuzzo 90+2’ Cardoselli |

| Arbitro: | Schirru (Nichelino) |

|                        |           |                                                        |
| Bruno 42’ Perico 90+1’ | Marcatori | 16’ Eusepi 59’ Lisuzzo 67’ Šabotić 74’ (aut.) Bonalumi |

| Arbitro: | Pashuku (Albano Laziale) |

|                                               |           |                           |
| L. Filippini 50’ Masucci 85’ Di Quinzio 90+6’ | Marcatori | 83’ Paramatti 90+3’ Frick |

| Arbitro: | Prontera (Bologna) |

|                            |           |  |
| Doumbia 8’ Vantaggiato 73’ | Marcatori |  |

| Arbitro: | Maggioni (Lecco) |

|                                         |           |               |
| Eusepi 29’ (rig.) Masucci 74’ Negro 83’ | Marcatori | 90+2’ Raffini |

| Arbitro: | Amabile (Vicenza) |

|                 |           |  |
| Moscardelli 50’ | Marcatori |  |

| 6 maggio 2018, ore CEST 38ª giornata |  | – Turno di riposo Pisa |  |  |

### Play-off
| Arbitro: | Zanonato (Vicenza) |

|          |           |  |
| Sini 34’ | Marcatori |  |

| Arbitro: | Massimi (Termoli) |

|                             |           |                                           |
| Negro 9’ Mannini 65’ (rig.) | Marcatori | 32’ Baldassin 49’ Rinaldi 57’ Cenciarelli |

### Coppa Italia
| Arbitro: | Chindemi (Viterbo) |

|                               |           |               |
| Eusepi 33’ (rig.), 60’, 90+2’ | Marcatori | 11’ Palazzolo |

| Arbitro: | Minelli (Varese) |

|  |           |                |
|  | Marcatori | 31’ D. Ciofani |

### Coppa Italia Serie C
| Arbitro: | Volpi (Arezzo) |

|  |           |              |
|  | Marcatori | 50’ Pinzauti |

## Statistiche
Statistiche aggiornate al 11 dicembre 2017.

### Statistiche di squadra
| Competizione         |          | In casa | In casa | In casa | In casa | In casa | In casa | In trasferta | In trasferta | In trasferta | In trasferta | In trasferta | In trasferta | Totale | Totale | Totale | Totale | Totale | Totale | Totale |
| -------------------- | -------- | ------- | ------- | ------- | ------- | ------- | ------- | ------------ | ------------ | ------------ | ------------ | ------------ | ------------ | ------ | ------ | ------ | ------ | ------ | ------ | ------ |
| Competizione         | P.Ti     | G       | V       | N       | P       | Gf      | Gs      | G            | V            | N            | P            | Gf           | Gs           | G      | V      | N      | P      | Gf     | Gs     | DR     |
| Serie C              | 61       | 18      | 9       | 6       | 3       | 22      | 14      | 18           | 7            | 7            | 4            | 22           | 16           | 36     | 16     | 13     | 7      | 44     | 30     | +14    |
| Coppa Italia         | 2º turno | 2       | 1       | 0       | 1       | 3       | 2       | 0            | 0            | 0            | 0            | 0            | 0            | 2      | 1      | 0      | 1      | 3      | 2      | +1     |
| Coppa Italia Serie C | 1º turno | 1       | 0       | 0       | 1       | 0       | 1       | 0            | 0            | 0            | 0            | 0            | 0            | 1      | 0      | 0      | 1      | 0      | 1      | -1     |
| Totale               | 61       | 21      | 10      | 6       | 5       | 25      | 17      | 18           | 7            | 7            | 4            | 22           | 16           | 39     | 17     | 13     | 9      | 47     | 33     | +14    |

### Andamento in campionato
| Giornata  | 1 | 2 | 3 | 4 | 5 | 6 | 7 | 8 | 9 | 10 | 11 | 12 | 13 | 14 | 15 | 16 | 17 | 18 | 19 | 20 | 21 | 22 | 23 | 24 | 25 | 26 | 27 | 28 | 29 | 30 | 31 | 32 | 33 | 34 | 35 | 36 | 37 | 38 |
| --------- | - | - | - | - | - | - | - | - | - | -- | -- | -- | -- | -- | -- | -- | -- | -- | -- | -- | -- | -- | -- | -- | -- | -- | -- | -- | -- | -- | -- | -- | -- | -- | -- | -- | -- | -- |
| Luogo     | T | C | T | C | T | C | C | T | C | T  | T  | C  | T  | C  | T  | C  | T  | C  | R  | C  | T  | C  | T  | C  | T  | T  | C  | T  | C  | C  | T  | C  | T  | C  | T  | C  | T  | R  |
| Risultato | P | N | N | V | V | V | V | N | N | V  | N  | N  | V  | N  | V  | V  | N  | P  | R  | V  | N  | V  | N  | V  | N  | V  | P  | P  | N  | N  | V  | P  | V  | V  | P  | V  | P  | R  |
| Posizione |   |   |   |   |   |   |   |   | 5 | 4  | 4  | 4  | 3  | 3  | 2  | 2  | 2  | 3  | 3  | 3  | 3  | 4  | 4  | 3  | 4  | 3  | 3  | 3  | 3  | 3  | 3  | 3  | 3  | 3  | 3  | 3  | 3  | 3  |

Fonte:  Serie C Girone A – Classifiche, su lega-pro.com, Serie C.
Legenda:

Luogo: C = Casa; T = Trasferta. Risultato: V = Vittoria; N = Pareggio; P = Sconfitta.